# Fabiana Ríos
María Fabiana Ríos (Rosario, 31 de marzo de 1964) es una política argentina, que se desempeñó como gobernadora de la provincia de Tierra del Fuego, Antártida e Islas del Atlántico Sur en los períodos 2007-2011 y 2011-2015, siendo la primera mujer en la historia argentina electa y luego reelecta como gobernadora de una provincia. Es farmacéutica y abogada. 
Es una de las autoras de "Ambiciosas. Crónica de una Lucha Colectiva", libro que relata la lucha por la paridad de género en el Concejo Deliberante de la ciudad de Ushuaia.

## Biografía

### Comienzos
Nació en Rosario, y allí realizó sus estudios primarios, secundarios y universitarios, recibiéndose de farmacéutica en 1986 en la Universidad Nacional de Rosario. Inmediatamente después de graduada, contrajo matrimonio con Gustavo Longhi (quien fue elegido en 2003 y 2007, concejal de Río Grande por el ARI). El matrimonio migró a la Patagonia a fines de la década de 1980, radicándose en Río Grande (Tierra del Fuego). Se divorciaron en 2010 aunque continúan su militancia conjunta. Al radicarse en Río Grande, Ríos trabajó los primeros dos años en una farmacia. 

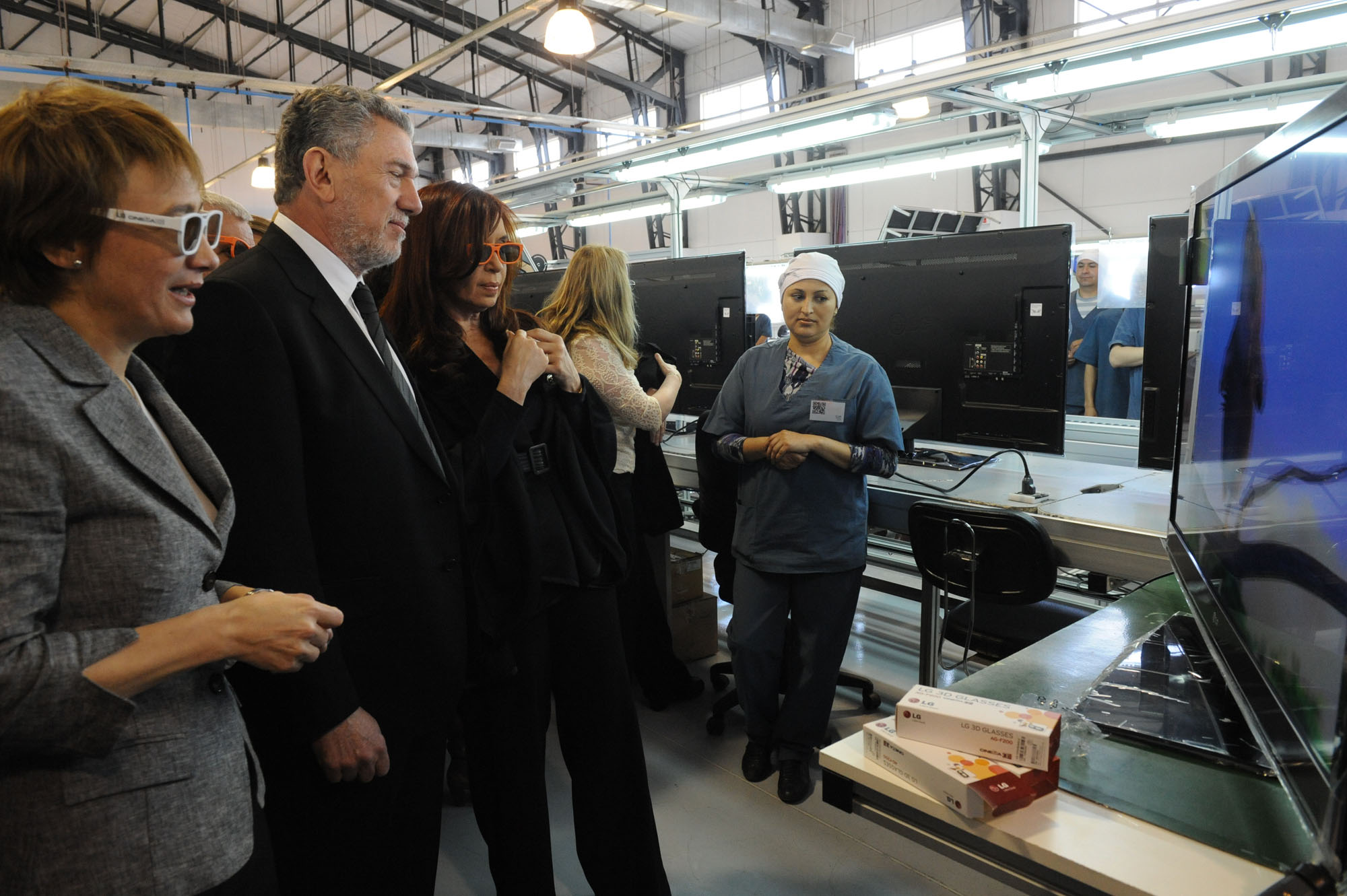
Fabiana Ríos junto a la presidenta Cristina Fernández de Kirchner durante la inauguración de la planta Newsan.

Entre 1988 y 1993 prestó sus servicios profesionales como empleada de la Municipalidad de Río Grande. En 1993 comenzó a trabajar para la obra social del sindicato ATE (Asociación de Trabajadores del Estado). Intervenida la obra social por el gobierno provincial, fue despedida.

### Militancia en el socialismo
En Río Grande militó en el Partido Socialista Auténtico. En junio de 1999 fue elegida legisladora al presentarse como candidata por el frente La Alianza que conformó la UCR con el PSA y otras fuerzas. 
A principios de 2001, una parte de la Alianza formó un bloque disidente llamado Argentinos por una República de Iguales (ARI), integrado por el PSP, el PSD, parte de la UCR y parte del Frepaso. Poco tiempo después los partidos socialistas se reunificaron en el Partido Socialista (dejando de lado al PSA), mientras que Carrió (UCR) y Cafiero (Frepaso) formaron Afirmación para una República Igualitaria. La filial Tierra del Fuego  del PSA, en desacuerdo con la decisión de la dirigencia nacional, se unió al ARI.

### Diputada nacional (2003-2007)
En 2001 fue nuevamente candidata a diputada nacional sin resultar electa, obteniéndo el cargo en las elecciones de 2003, cuando el ARI desplazó al PJ de la segunda minoría, con el 32,5% de los votos. Desde ese momento el ARI comenzó a crecer bajo su liderazgo en la provincia y obtuvo en 2005 un segundo diputado nacional.
En 2004, presentó un informe titulado “La distribución de la obra pública: clientelismo o política de Estado" donde denunció a los beneficiados por las contrataciones del estado nacional, entre los que se destacaba Lázaro Báez.
En 2006, encabezada por Ríos, el ARI fue la segunda delegación en la Convención Constituyente que redactó la Carta Orgánica Municipal de Río Grande.

### Gobernadora de Tierra del Fuego (2007-2015)

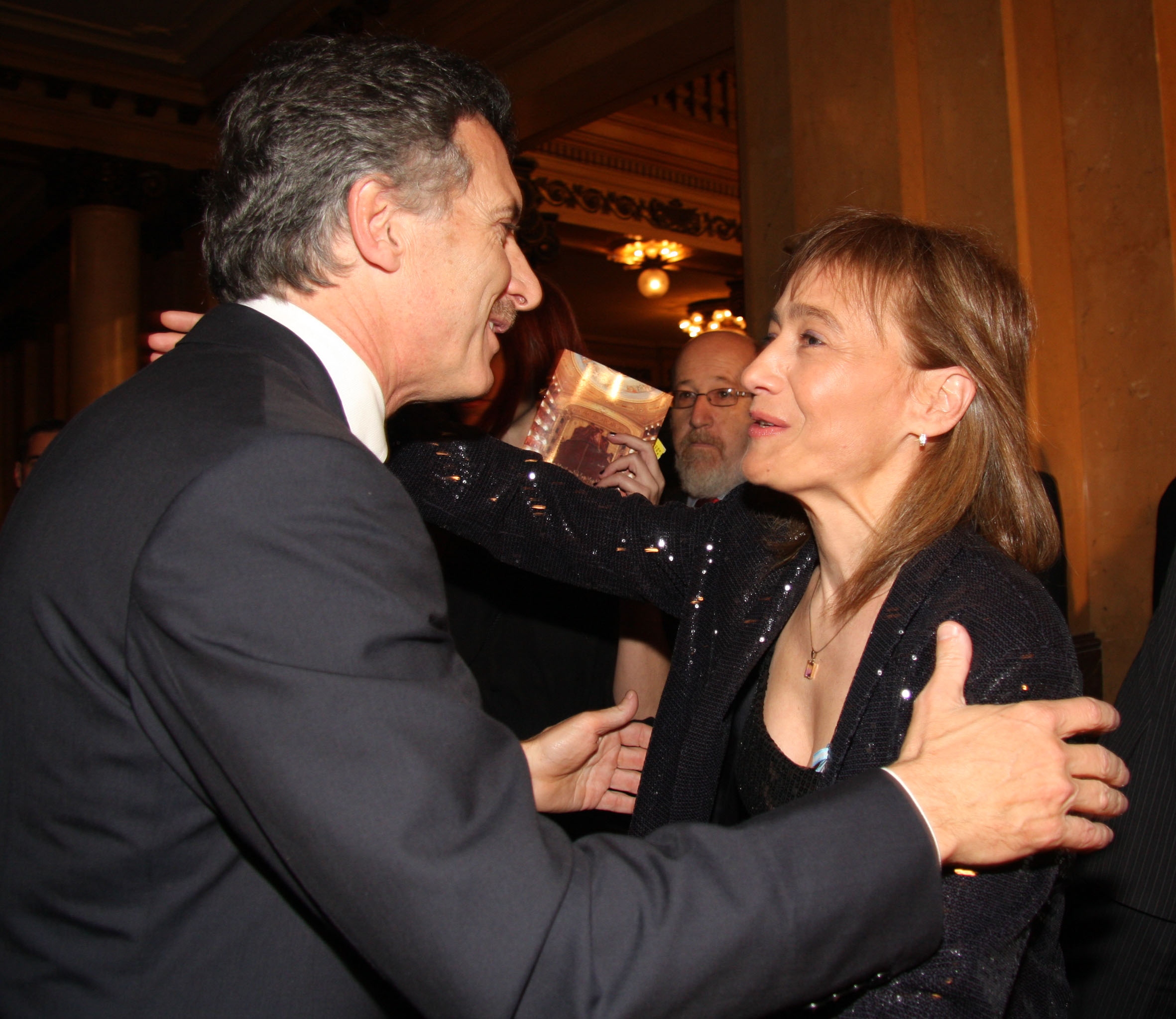
Fabiana Ríos junto al jefe de gobierno de la ciudad de Buenos Aires Mauricio Macri en la reinauguración del Teatro Colón.

En las elecciones a gobernador de 2007 obtuvo en la primera vuelta, la segunda minoría con 32,64% de los votos. En la segunda vuelta resultó elegida Gobernadora de Tierra del Fuego con el 52,51% de los votos, superando al Frente para la Victoria, que llevaba como candidato al entonces Gobernador de la provincia, Hugo Cóccaro que obtuvo el 47,5% de los votos. El ARI obtuvo asimismo seis legisladores provinciales, triplicando su representación anterior.
Al oponerse a la fusión del ARI con la Coalición Cívica en el nuevo partido Coalición Cívica ARI, la gobernadora Ríos se distanció de la líder de esa fuerza política, Elisa Carrió. En 2010 se forma el Partido Social Patagónico a nivel provincial, con el objetivo de construir un partido fiel al ideario progresista - socialista que respete las autonomías provinciales y que defienda un federalismo real en las orgánicas regionales. La gobernadora se afilia a esa formación política hacia fines de 2010.
El 3 de julio de 2011 Ríos fue reelegida como Gobernadora de Tierra del Fuego para el período 2011-2015, tras imponerse en segunda vuelta a la candidata del Frente para la Victoria Rosana Bertone por el ajustado porcentaje de 50,2% frente a 48,8% (una diferencia de menos de mil votos). Logró así revertir sorpresivamente el resultado adverso de la primera vuelta, en la que había quedado 13 puntos detrás de su rival.

#### Política social
Ríos presentó un amicus curiae ante la Corte Suprema de Justicia de la Nación para manifestar su adhesión al matrimonio entre personas del mismo sexo. En diciembre de 2009 se celebró el primer casamiento de una pareja homosexual en el país en el Registro Civil de Ushuaia, Tierra del Fuego. Esto fue realizado mediante un recurso jerárquico de la gobernadora, que se apoyaba en la sentencia de la jueza Gabriela Seijas, que había declarado inconstitucionales los artículos del Código Civil que establecen que el matrimonio debe realizarse entre un hombre y una mujer. Debido esta autorización fue denunciada ante la justicia, pero fue absuelta. El matrimonio igualitario recién se convirtió en ley nacional al año siguiente, en julio de 2010.
En marzo de 2013 se aprobó una ley de licencia de maternidad. La misma contempla una licencia de 180 días para la madre, pero prevé que ella puede ceder o compartir con su pareja el uso de esos días. Además los hombres tienen una licencia de 15 días luego del parto, a los que se agregan 10 días por cada hijo adicional en el caso de nacimientos múltiples.

#### Política económica
Al año siguiente de asumir la gobernación, la provincia estaba en una situación de crisis. El presupuesto provincial se usaba en un 90% para pagar sueldos y los conflictos con los gremios estatales y docentes era constante. La gobernadora expresó que era "castigada" por el gobierno nacional por no pertenecer al kirchnerismo, lo que implicaba que no le envíen ayuda financiera ni dinero para obras.
Durante su gestión se produjo una gran cantidad de paros docentes. En 2010 el paro duró más de 15 días ininterrimpidos e incluyó el corte de la Ruta Nacional 3. En 2012, la Legislatura provincial aprobó la "ley tarifaria" que aumentaba las alícuotas del Impuesto a los Ingresos Brutos con el objeto de crear un fondo de financiamiento destinado a educación y salud. Según el portal chequeado.com Tierra del Fuego se encontraba entre las provincias donde los docentes habían perdido poder adquisitivo en el período 2005-2013. En mayo de 2013 los docentes tomaron la Casa de Gobierno provincial en reclamo de mejoras salariales. Uno de los últimos actos de gobierno de Ríos en 2015 fue dictar la exoneración de los sindicalistas docentes que habían sido sumariados por la toma.
En 2011 se promulgó la ley 853 que prohíbe la minería a cielo abierto.

#### Política de comunicación
En febrero de 2008, Ríos dictó un decreto que regula la distribución de la pauta oficial. Mediante esta norma se crea el Registro Provincial de Medios de Comunicación (RPM), donde deben inscribirse todos los medios periodísticos que estén interesados en emitir publicidad oficial. Además se estipulan como se distribuirán los fondos entre los medios según la ciudad desde la que operan y el tipo de medio del que se trata.

## Reconocimientos
- 2010. Mención 8 de Marzo «Margarita de Ponce» al género en la construcción social y política, otorgado por la Unión de Mujeres de la Argentina.[19]